# Guerras Civis Norueguesas

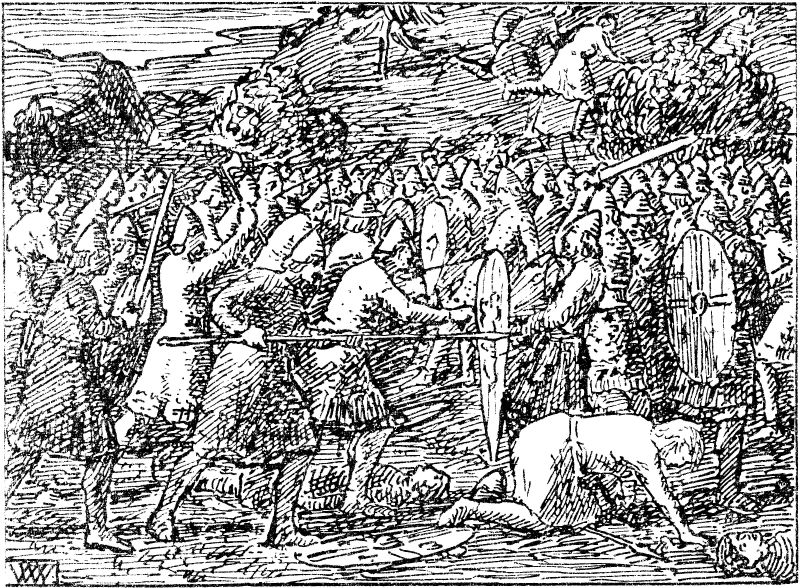
Batalha de Minne (1137) entre os exércitos de Sigurdo, o Barulhento e Ingo Haraldsson. Desenho de Wilhelm Wetlesen, numa edição de 1899 da Heimskringla

Guerras Civis Norueguesas (em norueguês: Borgerkrigstiden) é um termo utilizado para designar o período da história da Noruega entre 1130 e 1240. Durante esta época, se desancadearam várias guerras civis entre reis rivais e pretendentes ao trono. Os motivos das guerras representam um dos temas mais debatidos na história medieval de Noruega. O objetivo das facções foi sempre colocar a seu candidato no trono, após a morte do rei Sigurdo, o Cruzado em 1130. Nas primeiras décadas das guerras civis, as alianças mudaram frequentemente, e centraram-se ao redor de um rei ou pretendente, mas finalmente, para o fim do século XII, emergiram dois partidos, conhecidos como os bagler e os birkebeiner. Após a reconciliação entre estes dois partidos em 1217, desenvolveu-se um sistema governamental mais ordenado, que foi, gradualmente, capaz de pôr fim aos frequentes levantamentos armados. A fracassada rebelião do duque Skule Bårdsson em 1240 foi o evento final da era das guerras civis.

## Antecedentes
Tradicionalmente, assumiu-se que a unificação de Noruega num reino foi atingida pelo rei Haroldo Cabelo Belo na batalha de Hafrsfjord em 872, mas na realidade o processo de unificação levaria um longo tempo para se completar e se consolidar. Em meados do século XI, o processo parecia ter terminado. No entanto, era ainda comum que os reis compartilhassem o trono. O anterior parece que foi a maneira mais comum de resolver eventuais disputas quando existiam duas ou mais candidatos a ocupar o trono e ainda que existiram tensões entre os co-governantes, geralmente se evitaram os conflitos abertos. Nesse tempo não existiam leis de sucessão bem definidas, e o principal critério para ser considerado um candidato digno era o acreditação de ser descendente de Haroldo Cabelo Belo pela linha masculina, sem importar se se era filho legítimo ou não.
O rei Sigurdo, o Cruzado também compartilhou o trono com seus dois irmãos, os reis Øystein I e Olaf Magnoson, mas quando estes morreram, Sigurdo se converteu no único rei. Como seus irmãos não tiveram filhos varões, seu filho Magno Sigurdsson foi considerado como o herdeiro suposto. No entanto, no final da década de 1120, um homem chamado Haroldo, o Servo chegou a Noruega procedente de Irlanda, afirmando ser filho de Magno III e portanto meio irmão do rei Sigurd. Supostamente, Haroldo tinha sido concebido durante a campanha militar do rei Magno em Irlanda. A Haroldo deu-se crédito após submeter-se à ordália de fogo, um método comum nessa época, e o rei Sigurdo reconheceu-o como seu irmão. No entanto, Haroldo teve que fazer uma promessa no sentido que não reclamaria o título de rei enquanto Sigurdo e seu filho vivessem.

## A sucessão de Sigurdo, o Cruzado
Quando Sigurdo morreu em 1130, Haroldo, o Servo rompeu sua promessa. Magno, o filho de Sigurdo, foi proclamado rei, mas Haroldo também reclamou o título para si, e recebeu um forte apoio. Atingiu-se um acordo no que Magno e Haroldo seriam reconhecidos como reis, e compartilhariam o governo. A paz entre ambos terminou em 1134, quando se desencadeou a guerra. Em 1135, Haroldo derrotou e capturou a seu rival na cidade de Bergen. Magno foi cegado, castrado e mutilado, e encerrado à força num mosteiro. A partir de então seria conhecido como Magno o Cego. Por esse tempo, outro homem chegou desde Irlanda, alegando ser outro filho de Magno III, Sigurdo, o Barulhento. Assegurou ter-se submetido à ordália de fogo em Dinamarca para respaldar sua causa, mas Haroldo não o reconheceu como seu irmão. Em 1136, Sigurdo assassinou a Haroldo enquanto este dormia, em Bergen, e ato seguido se autoproclamou rei. Os seguidores de Haroldo não o reconheceram como seu monarca, e nomearam reis aos dois filhos deste último, Sigurdo, a Boca e Ingo, o Corcunda, ambos meninos ainda. Sigurdo, o Barulhento libertou a Magno, o Cego, do mosteiro onde se achava encerrado e se aliou com ele. A guerra entre Sigurdo, o Barulhento e Magno, o Cego, por um lado, e os seguidores do finado Haroldo, o Servo e seus filhos pelo outro, terminou até 1139, quando Magno e Sigurdo, o Barulhento foram derrotados na batalha de Hvaler. Magno morreu na batalha e Sigurdo, o Barulhento foi capturado e torturado até a morte.

## O reinado dos filhos de Haroldo, o Servo
A divisão do poder entre Sigurdo, a Boca e Ingo funcionou bem enquanto ambos foram menores. Em 1142, uma vez mais, chegou a Noruega um pretendente real procedente das Ilhas Britânicas. Desta vez tratava-se de Øystein Haraldsson, filho de Haroldo, o Servo. Øystein reclamou sua parte na herança de seu pai, e obteve o título de rei, convertendo-se no terceiro no trono. Os três irmãos governaram conjuntamente, aparentemente em paz, até 1155. De acordo às sagas, Øystein e Sigurdo, a Boca albergaram planos para derrocar a seu irmão Ingo e dividir a parte do reino deste entre ambos. Por conselho de sua mãe, a sueca Ingrid Ragnvaldsdotter e o poderoso lendmann Gregório Dagsson, Ingo decidiu dar o primeiro golpe. Num encontro que celebrar-se-ia entre os três monarcas em Bergen, Sigurdo, a Boca foi atacado e assassinado pelos homens de Ingo, antes que Øystein chegasse à cidade. Ingo e Øystein atingiram um acordo parcial, mas as condições cedo levaram a uma guerra, que finalizaria com a captura e morte de Øystein em Bohuslen em 1157. Os seguidores dos irmãos de Ingo, em lugar de submeter-se a este, elegeram um novo pretendente, Haakon Sigurdsson, o filho de Sigurdo, a Boca. Esta circunstância é vista como o primeiro indício de uma nova etapa nas guerras civis noruegas: as facções em guerra já não só se alinhavam em torno de um rei ou pretendente, sina seus membros se mantinham unidos após a queda de seu líder, e elegiam um novo pretendente, o que resultou na formação de facções melhor organizadas. Haakon só contava com 10 anos de idade em 1157, mas seus seguidores o nomearam rei e continuaram a luta contra Ingo. Em 1161, o rei Ingo caiu morrido numa batalha em Oslo.

## Magno Erlingsson e a intervenção da Igreja
Os seguidores de Ingo tomaram as mesmas ações no mesmo momento que os seguidores de Øystein, e elegeram em 1161 um novo monarca fantoche para o opor a Haakon. A eleição recaiu no menino Magno Erlingsson, de cinco anos, filho de um dos líderes noruegueses mais proeminentes, o lendmann Erling Skakke, e de Cristina Sigurdsdatter, filha do rei Sigurd, o Cruzado. Erling, que tinha o título de jarl, se ergueu como líder verdadeiro da facção. No ano seguinte, em 1162, os seguidores de Magno conseguiram derrotar e matar a Haakon na batalha de Sekken, no Fjorde de Romsdal. Em 1163, outro filho de Sigurdo, a Boca, Sigurdo Markusfostre, novo pretendente opositor a Magno Erlingsson, foi capturado por Erling Skakke e executado em Bergen.
A eleição de Magno Erlingsson como líder da fação de Erling Skakke foi radical, e rompeu com um dos princípios tradicionais do direito a ser rei: Magno só era descendente da antiga casa real norueguesa através de sua mãe, mas não era filho de nenhum rei. Para compensar esta desvantagem, o partido de Erling e Magno aliaram-se com a Igreja, e introduziram um novo critério na eleição monárquica: dali por diante, o rei tinha que ser filho legítimo.
A aliança com a Igreja, uma instituição que recentemente tinha cobrado melhor organização através da fundação da Arquidiocese de Nidaros em 1152, representou uma importante vantagem para Erling e Magno. Em Bergen, em 1163, Magno Erlingsson, de sete anos, foi coroado pelo arcebispo Øystein de Nidaros, convertendo-se no primeiro monarca em ser coroado na história de Noruega. Também se redigiu uma lei de sucessão, na qual se estabelecia a primogenitura de um filho legítimo como o requisito para ser herdeiro. Durante a década seguinte, a posição de Magno no trono parecia segura, com Erling Skakke como o verdadeiro governante do país. Erling encarregou-se de eliminar a todo rival potencial de seu filho. Também se aliou em ocasiões com o rei Valdemar I da Dinamarca e uma saga assinala que a zona ao redor do Fjorde de Oslo foi um feudo vassalo da Dinamarca. No entanto, é questionável a medida de sua subordinação ao rei dinamarquês.

## Origem dos birkebeiner e o rei Sverre
Em 1174 surgiu uma nova facção opositora ao rei Magno. Seu líder era o jovem Øystein Møyla, um filho de Øystein Haraldsson. Este novo grupo foi chamado de os birkebeiner, termo que significa "pernas de bétula", como alguns deles eram tão pobres que colocavam tiras de cortiça de bétula ao redor de suas pernas e pés como calçado. Øystein Møyla foi morto pelos homens de Magno e Erling na batalha de Re, em 1177. Pouco depois, os birkebeiner elegeram a Sverre Sigurdsson como seu líder. Sverre tinha chegado a Noruega desde as ilhas Faroé, e assegurava acabar de descobrir que era filho do rei Sigurdo, a Boca. Seus argumentos foram amplamente recusados em seu tempo, e também o foram pelos historiadores modernos. No entanto, após tomar a liderança dos birkebeiner, Sverre converteu-se num ponto de convergência para todos os opositores ao governo do rei Magno e seu pai Erling Skakke.

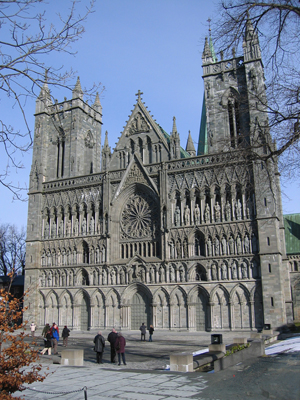
A Igreja foi uma forte opositora ao rei Sverre. Na imagem, a Catedral de Nidaros

Alguns historiadores materialistas modernos têm pretendido descobrir uma espécie de luta de classes no conflito de Sverre e os birkebeiner contra Erling e Magno. No entanto, é discutível a medida em que os homens de Sverre representavam os estratos mais pobres da população. É claro que a maior parte dos lendmenn -a nobreza da época- se alinharam com o rei Magno, mas se sabe que Sverre também ganhou a simpatia de vários deles. Além disso, os birkebeiner não tentaram mudar a ordem da sociedade norueguesa, mas simplesmente queriam se colocar com eles nos estratos superiores da sociedade.
Em 1179 Sverre obteve uma importante vitória na batalha de Kalvskinnet, nas cercanias da cidade de Nidaros, onde o próprio Erling Skakke faleceu. A partir de então, a região de Trøndelag, com Nidaros como centro político, se converteu na principal praça forte para Sverre, e o bispo Øystein, opositor a Sverre, teve que exiliar-se. O rei Magno continuou combatendo após a morte de seu pai, e com o apoio da Igreja recusou várias ofertas de Sverre para repartir o reino entre ambos. A Saga de Sverre, que foi escrita por partidários de Sverre, narra que Magno era um monarca muito popular entre o povo, o que dificultou significativamente a luta de Sverre. A guerra entre Sverre e Magno durou vários anos, e num momento Magno teve que procurar refúgio em Dinamarca. A batalha final entre ambos ocorreu em Fimreite, no Fjorde de Sogne, em 1184, com o resultado da morte do rei Magno e a vitória para o rei Sverre.
Sverre governaria a Noruega até 1202, mas foi incapaz de atingir uma paz duradoura. A Igreja permaneceu exercendo uma oposição virulenta ao monarca durante todo seu reinado. Em 1190, o arcebispo de Nidaros, Érico Ivarsson, saiu do país, e em 1190 recebeu o apoio do papa para excomungar a Sverre e ordenar a todos os bispos noruegueses se unirem no exílio na Dinamarca, petição que foi seguida por estes. Sverre conseguiu obrigar ao bispo Nicolau de Oslo, um de seus mais fortes opositores, a que o coroasse em Bergen em 1194. Em 1198, o papa Inocêncio III pôs a Noruega sob interdito. Ainda que Sverre falsificou cartas que mostravam que sua excomunhão tinha sido levantada, de fato permaneceu excomungado até a morte.
Vários pretendentes levantaram-se contra Sverre. Entre eles o que representou maior significação foi Jon Kuvlung, um suposto filho do rei Ingo. Foi nomeado rei em 1185 e morreu em batalha em Bergen em 1188. Sigurdo Magnoson, um filho do rei Magno Erlingsson, foi nomeado rei em 1193, nas Órcades. Com apenas treze anos, Sigurdo foi uma marionete, apoiado, entre outros, por Haroldo Maddadsson. Seu reinado terminou com sua derrota e morte na batalha de Florvåg, nas cercanias de Bergen, em 1194.

## Origem dos bagler: primeira guerra
Em 1197, forjou-se uma importante oposição contra o reinado de Sverre. Vários de seus opositores, entre eles o bispo Nicolau de Oslo -meio irmão do rei Ingo- e o arcebispo Érico de Nidaros se reuniram na praça do mercado de Halör, em Escânia, então parte de Dinamarca. Designaram como seu novo rei a Ingo Magnoson, um suposto filho do rei Magno Erlingsson. A facção foi chamada de os bagler, uma palavra que significava báculo em nórdico antigo, em referência à aberta Ingorência da Igreja. A guerra entre os bagler e os birkebeiner perduraria durante o resto do reinado de Sverre. Os bagler não conseguiram derrocar a Sverre, mas este também não pôde conseguir a vitória. Quando Sverre faleceu por uma doença em 1202, foi o primeiro rei de Noruega que não morria assassinado desde a morte de Sigurdo, o Cruzado em 1130. Seu último ato foi aconselhar a seu filho e herdeiro, Haakon Sverresson, a chegar a um acordo com a Igreja. Haakon foi nomeado novo rei dos birkebeiner, e os bispos exilados regressaram a Noruega no mesmo ano, libertando ao país do interdito. Abandonado pela maior parte de seus seguidores, o rei bagler Ingo foi assassinado nesse mesmo ano.

## A segunda guerra bagler e os acordos de Kvitsøy
Aparentemente, Haakon Sverresson tinha conseguido pacificar todo o país, mas morreu repentinamente em 1204. Seu sucessor foi um neto de Sverre, Guttorm, um menino que morreu nesse mesmo ano. Os birkebeiner não tinham conhecimento da existência de outros descendentes diretos do rei Sverre e elegeram a um de seus sobrinhos, Ingo Bårdsson, como seu novo rei. Então, reagrupou-se na Dinamarca o partido dos bagler, e nomeou como seu rei a Erling Steinvegg, outro filho de Magno Erlingsson. Apoiados pelo rei Valdemar II da Dinamarca, os bagler lançaram uma invasão à Noruega em 1204, tomando o controle da zona do Fjorde de Oslo. Quando Erling Steinvegg adoeceu e morreu em 1207, foi sucedido como rei dos bagler por Filipe Simonsson, um sobrinho do rei Ingo, o Corcunda e do bispo Nicolau de Oslo, e a guerra continuou até 1208. Os bagler conseguiram fazer-se fortes no Fjorde de Oslo, enquanto os birkebeiner mantiveram-se donos de Trøndelag, mas os combates desenvolveram-se em todo o país. Ao final, os bispos conseguiram negociar um acordo entre ambos grupos, o que seria confirmado num encontro em Kvitsøe em 1208. O rei bagler Filipe permaneceria controlando o oriente de Noruega, mas renunciou ao título de rei, deixando ao rei birkebeiner Ingo como o monarca nominal de todo o país. Filipe continuou governando até sua morte, mas a paz entre os bagler e os birkebeiner preservou-se até 1217.

## Reconciliação entre bagler e birkebeiner

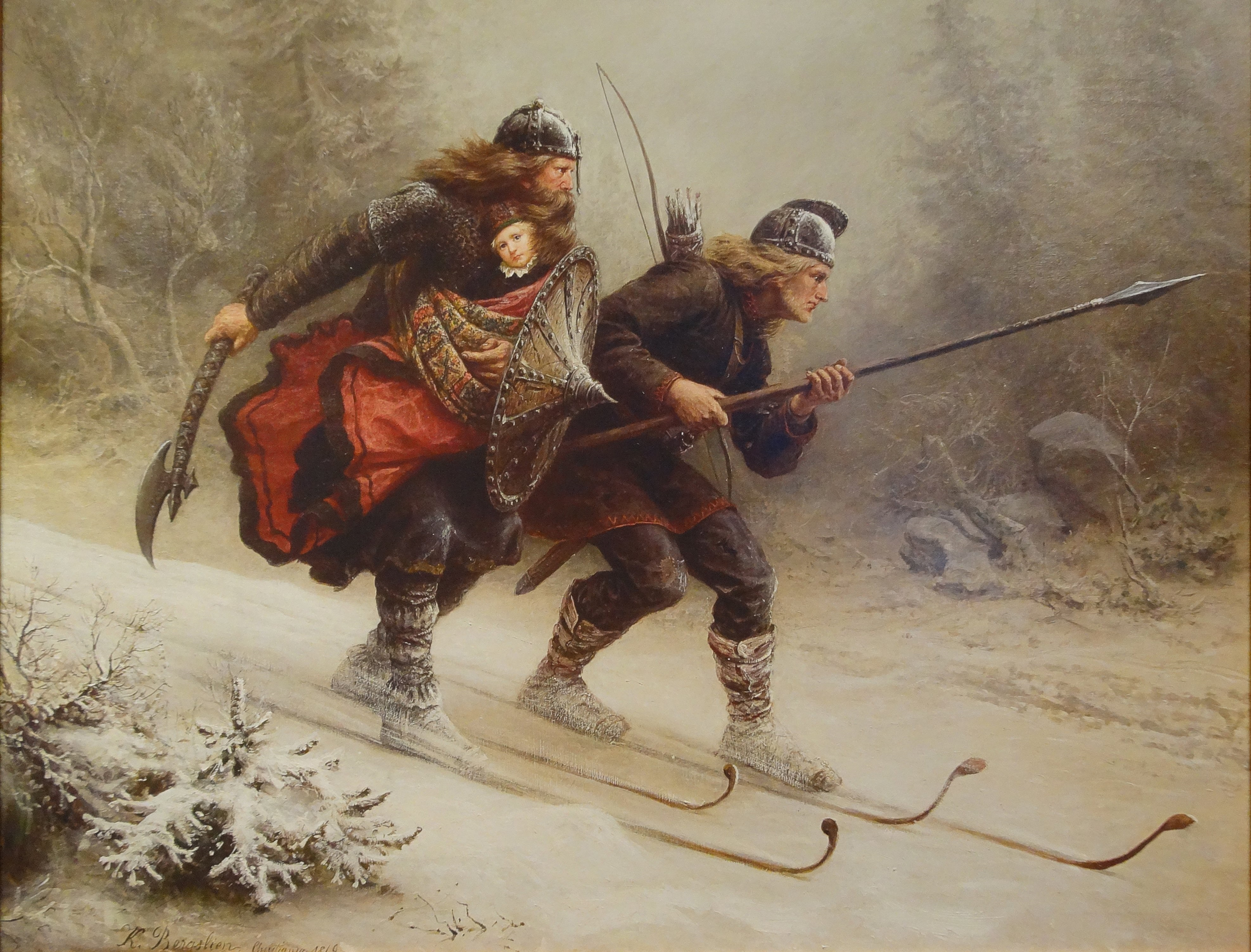
Haakon Håkonsson é transportado para um lugar seguro de seus inimigos. Óleo de Knud Bergslien (1869)

Em 1217 faleceu o rei birkebeiner Ingo Bårdsson. Os birkebeiner, temerosos de ficar sem um líder em caso de um ataque dos bagler, elegeram como seu novo monarca a Haakon Håkonsson, um menino de treze anos, e o jarl Skule Bårdsson foi designado líder do exército. Haakon Håkonsson era um filho póstumo de Haakon Sverresson, mas os birkebeiner não tinham notícia de sua existência quando designaram a Ingo como seu rei em 1204, quando foi apresentado na corte em 1206. Skule era o irmão do falecido rei Ingo e tinha planos de tomar o trono, mas contentou-se momentaneamente com ser o comandante do exército, o que o tornava, de facto, no homem mais poderoso do reino. Quando o rei bagler Filipe morreu pouco depois nesse mesmo ano, Skule se moveu rapidamente. Persuadiu aos bagler de não designar a um novo rei. Os bagler dissolveram oficialmente seu partido e juraram fidelidade a Haakon Håkonsson, unindo assim o reino. Permaneceram em desacordo alguns membros dos bagler no leste do país, e uma rebelião, comandada por um filho de Erling Steinvegg, chamado Sigurdo, o Tosco, perdurou até 1227. Após Sigurdo, o Tosco ter morrido por causas naturais, o resto de seus seguidores não continuaram com a sublevação. No ano de 1227 é em algumas ocasiões considerado como o fim das guerras civis, mas mais frequentemente o termo se estende para incluir a sublevação de Skule Bårdsson em 1239 e [240.
A eleição de Haakon como rei em 1217 parece que foi considerada como uma solução temporária, até que se atingisse um acordo permanente entre os diferentes atores. Skule esperava o momento oportuno para fazer efetivas suas reivindicações sobre o trono. Numa reunião entre os homens mais importantes do reino, celebrada em Bergen em 1223, Skule tinha apresentado sua candidatura ao trono de Noruega em oposição a Haakon, junto à de Sigurdo, o Tosco e outros dois pretendentes. No entanto, a reunião terminou com a confirmação de Haakon como rei de Noruega. À medida que Haakon cresceu e gradualmente tomou as rédeas do poder em suas próprias mãos, a posição de Skule no reino caiu estrondosamente. Numa tentativa por conservar a paz entre os dois, Haakon casou-se com Margarida, uma filha de Skule, em 1225, e em 1237 atribuiu a este o título de duque, na primeira ocasião que o título era utilizado na Noruega. Nem o casamento nem o título foram suficientes para acalmar as aspirações de Skule, quem em 1239 se autoproclamou rei de Noruega e começou uma guerra contra Haakon. Sua revolta não foi vitoriosa e em 1240 foi assassinado pelos homens de Haakon após procurar refúgio num mosteiro em Nidaros. A Era das guerras civis chegou desta maneira a seu fim.

## Opiniões sobre as guerras civis

### Opiniões contemporâneas
As guerras civis e os conflitos nas famílias reais eram eventos que ocorriam com frequência na Idade Média, tanto na Noruega como em outros países de Europa. No entanto, existem exemplos que assinalam que a gente contemporânea viu este período como diferente aos eventos anteriores. Teodorico, o Monge, quem escreveu uma história da Noruega em latim para perto de 1180, terminou sua narração com a morte de Sigurdo, o Cruzado em 1130, já que considerou que:
"[…] absolutamente indigno registrar para a posteridade os crimes, assassinatos, perjúrios, parricídios, desmistificação de lugares santos, o desacato da vontade de Deus, o saque tanto do clero como do povo comum, raptos de mulheres e outras abominações que levaria muito tempo listar."
O historiador inglês Guilherme de Newburgh, ao redor de 1200, escreveu sobre a Noruega:
"[…] por mais de um século, ainda que a sucessão dos reis tinha sido rápida, nenhum deles tinha terminado seus dias por idade ou por doença, se não que todos pereceram pela espada, deixando a dignidade de governar a seus assassinos como seus sucessores legítimos, de maneira que, de verdadeiramente, a expressão "Tens assassinado e também tomaste posse?" [cfr. Reis 1 21:19] parece aplicar-se a todos os que reinaram aí por um longo espaço de tempo."

### Opiniões modernas
Os historiadores modernos têm proposto várias opiniões e explicações a respeito das guerras civis. As fontes contemporâneas, as sagas, fazem ênfases na natureza pessoal dos conflitos: as guerras originaram-se como resultado da luta entre diferentes atores pela posse do trono. As leis de sucessão pouco claras, e a prática comum de compartilhar o poder entre vários reis, fizeram que os conflitos pessoais fossem potencialmente a causa de abertas guerras. Recentemente, o historiador Narve Bjørgo tem sugerido que o costume de compartilhar o poder foi em seu momento uma maneira adequada de governar o reino no primeiro período após a unificação de Haroldo I, mas posteriormente, as tendências para a centralização e um reino unitário foram factores importantes em desencadear as guerras.
Edvard Bull tem se apegado no fator geográfico, tomando em conta o fato de que os diferentes pretendentes frequentemente encontravam o principal apoio em certas partes do país. Também foi importante a intervenção de atores estrangeiros: os reis dinamarqueses, e em menor medida os suecos, estiveram dispostos a outorgar seu apoio às facções nas guerras civis, com o objetivo de estender sua própria influência na política da Noruega, especialmente na área de Viken (Fjorde de Oslo). Uma explicação popular na historiografia norueguesa de finais do século XIX e princípios do XX, apontava que o motivo das guerras foi o conflito entre o poder monárquico e a aristocracia desse tempo (os lendmenn). De acordo a este ponto de vista, sustentado por historiadores como P.A. Munch, J.E. Sars e Gustav Storm, os membros da aristocracia viam o rei como uma ferramenta para governar eles mesmos ao país. Portanto, os nobres apoiaram a reis débeis, mas foram finalmente derrotados pelo poderoso rei Sverre. As mesmas opiniões expuseram-se no referente à intervenção da Igreja. Estas explicações têm perdido credibilidade quando ficou claro que os lendmenn na realidade se dividiram nas diferentes facções, tanto antes como após a chegada ao poder de Sverre. Inclusive Sverre conseguiu ter a seu lado a alguns lendmenn. Ainda mais, Knut Helle tem destacado como a Igreja, após a morte de Sverre, parece ter trabalhado para conseguir a reconciliação entre os partidos em guerra e a estabilidade do país.
Para a metade do século XX, o materialismo histórico adquiriu bastante popularidade na historiografia norueguesa. Seus defensores, por exemplo Edvard Bull e Andreas Holmsen, tentaram explicar as guerras civis com uma base social e econômica. Estes historiadores assumiram que a sociedade norueguesa se estratificou em maior medida no século XII, quando grandes grupos de camponeses auto-suficientes foram arruinados até cair na categoria de arrendatários, enquanto os lendmenn e a Igreja tomavam grandes propriedades de terra. Estes conflitos teriam sido um fator determinante nas guerras civis. Assumiu-se também que certas regiões, tais como Trøndelag e as partes interiores do oriente do país eram zonas mais igualitárias e portanto opostas às regiões mais estratificadas. Esta explicação baseada numa luta de classes tem perdido sustentação recentemente, já que não parece ter muita sustentação nas fontes históricas. Não tem sido possível demonstrar de maneira empírica que no período das guerras civis ocorreu uma estratificação social cada vez mais marcada. Inclusive, há estudos que parecem demonstrar o contrário. Knut Helle, por exemplo, tem enfatizado o fortalecimento da monarquia como uma causa. Quando o período terminou, o conceito de reino unitário -oposto ao de divisão do poder- foi aceite de maneira generalizada, começando uma administração centralizada e o poder do rei se incrementou de tal maneira que um monarca forte foi capaz de conter fraturas sociais e geográficas sem que estas derivassem em guerras. Desde este ponto de vista, as guerras civis podem ser consideradas como a fase final da unificação de Noruega num reino.